# Gentleman (cantante)
Gentleman, pseudonimo di Tilmann Otto (Osnabrück, 19 aprile 1975), è un cantante tedesco.

## Biografia
Gentleman risiede a Colonia, ma a volte nomina la Giamaica come la sua casa lontana. Figlio di un pastore luterano, è padre di due bambini, Samuel e Tamica, ed è sposato con Tamika, una cantante della Far East Band, che lo ha supportato fin dal suo primo tour di concerti in Germania nel 2002.

### La musica
Celebre nell'ambito della musica reggae, è apparso in Italia al festival Rototom Sunsplash nel 2002 e 2004 e nel 2011 al festival Colonia Sonora di Collegno (TO). Iniziato alla reggae music dal fratello maggiore , e da un periodo di permanenza in Jamaica, Gentleman diventa parte attiva come MC e cantante di Pow Pow Movement, sound system di Colonia. Nel 1995 si esibisce in Jamaica al Reggae Kwazah Concert davanti a trentamila persone . Nel frattempo, lascia il sound system per intraprendere la carriera solista, e fonda la Far East Band. Nel '99 raggiunge il massimo successo con il suo primo album Trodin On.
Dopo questo album inizia la collaborazione con personaggi come Luciano, Capleton, Bounty Killer e Morgan Heritage. Ha portato a termine nel 2007 il suo ultimo album Another Intensity, lavoro che è ispirato e simile all'album Confidence . Nel 2010 esce il suo album Diversity diviso in due parti e contenente circa 28 brani. Nel 2013 il cantante ha pubblicato il singolo You Remember. che preannuncia l uscita ad aprile del suo nuovo album New Day Dawn.

## Discografia
- 1999 - Trodin On
- 2002 - Journey to Jah
- 2003 - Runaway EP
- 2003 - Gentleman and the Far East Band (Live CD/DVD)
- 2004 - Confidence
- 2007 - Another Intensity
- 2010 - Diversity
- 2013 - New Day Dawn
- 2014 - MTV Unplugged
- 2016 - Conversations
- 2017 - The Selection
- 2020 - Blaue Stunde

## Premi
- 2002 - Deutscher Musikpreis (vinto)
- 2004 - Martin Awards / "Best New Reggae Artist" (nominato)
- 2004 - Reggae & Soca Award / "Best New Reggae Artist" (nominato)
- 2005 - Comet (vinto)
- 2005 - Echo / Best National Male Artist (vinto)